# Îles Possession
Pour les articles homonymes, voir Île de la Possession.
Les îles Possession sont un archipel de petites îles rocheuses qui s'étend sur une superficie totale d'environ 11 km2. Il se situe dans la partie occidentale de la mer de Ross, au sud-est du cap McCormick en Terre de Victoria.
La possession des îles est revendiquée par le capitaine James Clark Ross de la Royal Navy, le 12 janvier 1841 - d’où leur nom.
Le 18 janvier 1895, l'explorateur norvégien Henryk Bull à bord de l'Antarctic dirigé par Leonard Kristensen débarque sur une des îles, qu'il nomme d'après son commanditaire Svend Foyn. Il installe un panneau avec des messages qui sera retrouvé intact par des expéditions postérieures ; cette boite à messages est classée comme monument historique de l'Antarctique.

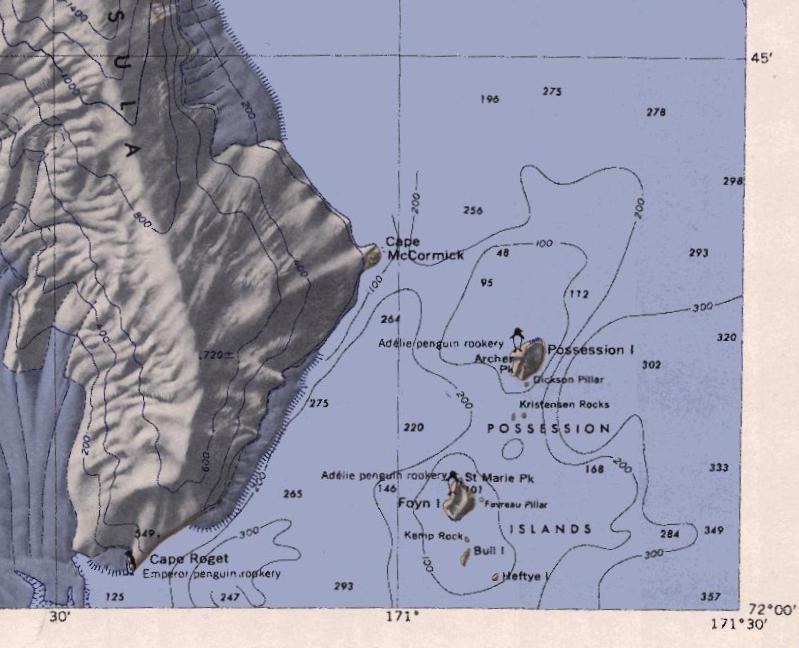
Carte des îles Possession.